# Ganz (azienda)
La Ganz (in lingua ungherese: Ganz vállalatok, (DE) :„Ganz-Konzern“, poi divenuta Ganz Holding Co. Ltd.) è un'azienda ungherese di produzione meccanica, navale ed elettrotecnica, con sede principale a Budapest. Fondata nel 1844 da Ábrahám Ganz a Budapest all'epoca sotto l'Impero austriaco, come "Ganz & Cie". Venne fusa con la MÁVAG nel secondo dopoguerra (1959) creando la società "Ganz-MÁVAG", fino al 1988 con marchio MÁVAG, poi tolto dalla società. Dal 1990 GANZ diventa Holding con diverse società controllate.

## Storia
La società Ganz venne fondata a Budapest nel 1844 dall'industriale Ábrahám Ganz, nato in Svizzera, da cui prese nome, e da un certo numero di soci con lo scopo di produrre prodotti di fonderia e apparecchiature meccaniche; l'anno successivo venne impiantata la fonderia.
La sua importanza crebbe rapidamente fino ad abbracciare numerose attività industriali e produttive quali le strutture in acciaio per ponti (Ganz Acélszerkezet) e tra quelle elettrotecniche divenendo una tra i pionieri dell'elettrificazione della rete ferroviaria con il sistema trifase a corrente alternata ad alta tensione.
Il 22 dicembre del 1867 la società prese il nome di Ganz & Cie. Nella primavera del 1869 la famiglia vendette lo stabilimento e i soci le loro quote; gli acquirenti furono un gruppo di imprenditori che si spartirono le quote di proprietà, (M.P.Blau, I.Brüll e co. e per i 3/5 Wahrmann e figli,  fratelli Baron,  J.J.Kohén). La sede sociale venne stabilita a Ratibor nello stesso anno; il 21 aprile il nome venne cambiato in Ganz Gépgyár Rt..

### Gli investimenti nella cantieristica

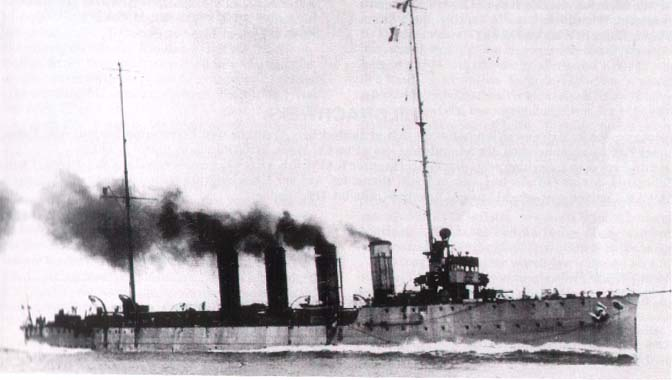
Incrociatore leggero della Marina imperial regia austroungarica Helgoland

Alla fine del XIX secolo la società ampliò la sua attività nel settore della cantieristica navale prima a Budapest, lungo il Danubio, poi rilevando, nel 1905, il cantiere navale di Fiume impiantato nella città nel 1892 come filiale dei cantieri tedeschi Howaldtswerke di Kiel che nel 1902 aveva cessato l'attività; questo, rilevato dalla società Ganz prese prima il nome "Danubius" per essere poi rinominato nel 1911 Ganz & Co. Danubius.
Il cantiere negli anni che precedettero la prima guerra mondiale ebbe un'intensa attività di produzione di transatlantici, mercantili, navi militari per la marina imperiale austroungarica e perfino sommergibili.
Una significativa realizzazione di quel periodo fu la corazzata Szent István, varata il 17 gennaio 1914. Durante questo periodo il cantiere ebbe anche una succursale nella vicina Porto Re ma l'attività cantieristica fu ridimensionata con la fine del conflitto a causa della perdita degli accessi al mare.

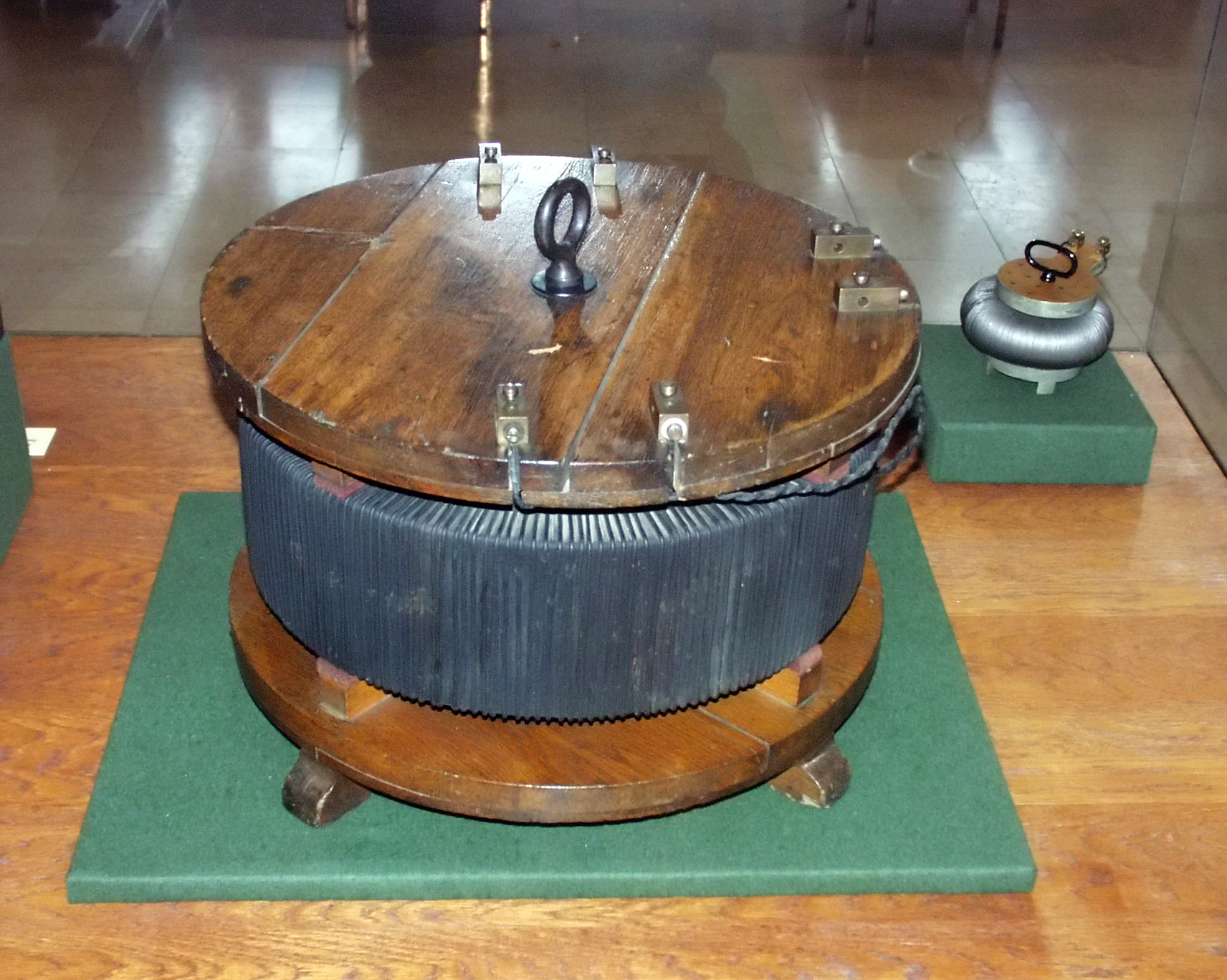
Il primo trasformatore Ganz del 1885

### Pionieri dell'elettrotecnica
Attività importante fu quella nel settore elettrotecnico; nel 1878 venne fondata una fabbrica per sviluppare e produrre apparecchiature elettromeccaniche (Ganz Transelektro). Gli uomini di punta del settore furono gli ingegneri Kálmán Kandó e Ottó Bláthy.
La Ganz promosse la diffusione dell'uso dell'energia elettrica ad uso urbano e domestico. Produsse generatori di corrente alternata e i primi trasformatori per l'uso nelle reti di distribuzione a corrente alternata a partire da 1885 in concorrenza diretta con le linee a corrente continua della Edison.
Nel 1892 produsse quattro motori asincroni, per egida del professor Galileo Ferraris, poi installati nell'officina elettrica della Carlo Sutermeister & C. (In seguito diventato Cotonificio Verbanese spa) di Cossogno per la produzione ed il trasporto dell'energia prodotta a Cossogno ad Intra nell'opificio dell'industriale Svizzero.
Nel medesimo 1892 Ganz terminò la costruzione della rete elettrica di Roma; ma quelle di Intra e Pallanza, concertate dal Carlo Sutermeister per egida di Galileo Ferraris e Rinaldo Ferrini, precedettero in assoluto qualunque sistema di illuminazione a corrente alternata. Intra e Pallanza si consorziarono infatti con la produzione elettrica della Carlo Sutermeister & C. s.a.-, (poi Cotonificio Verbanese s.p.a. - Gruppo Carlo Bassetti)..

### La produzione ferrotranviaria

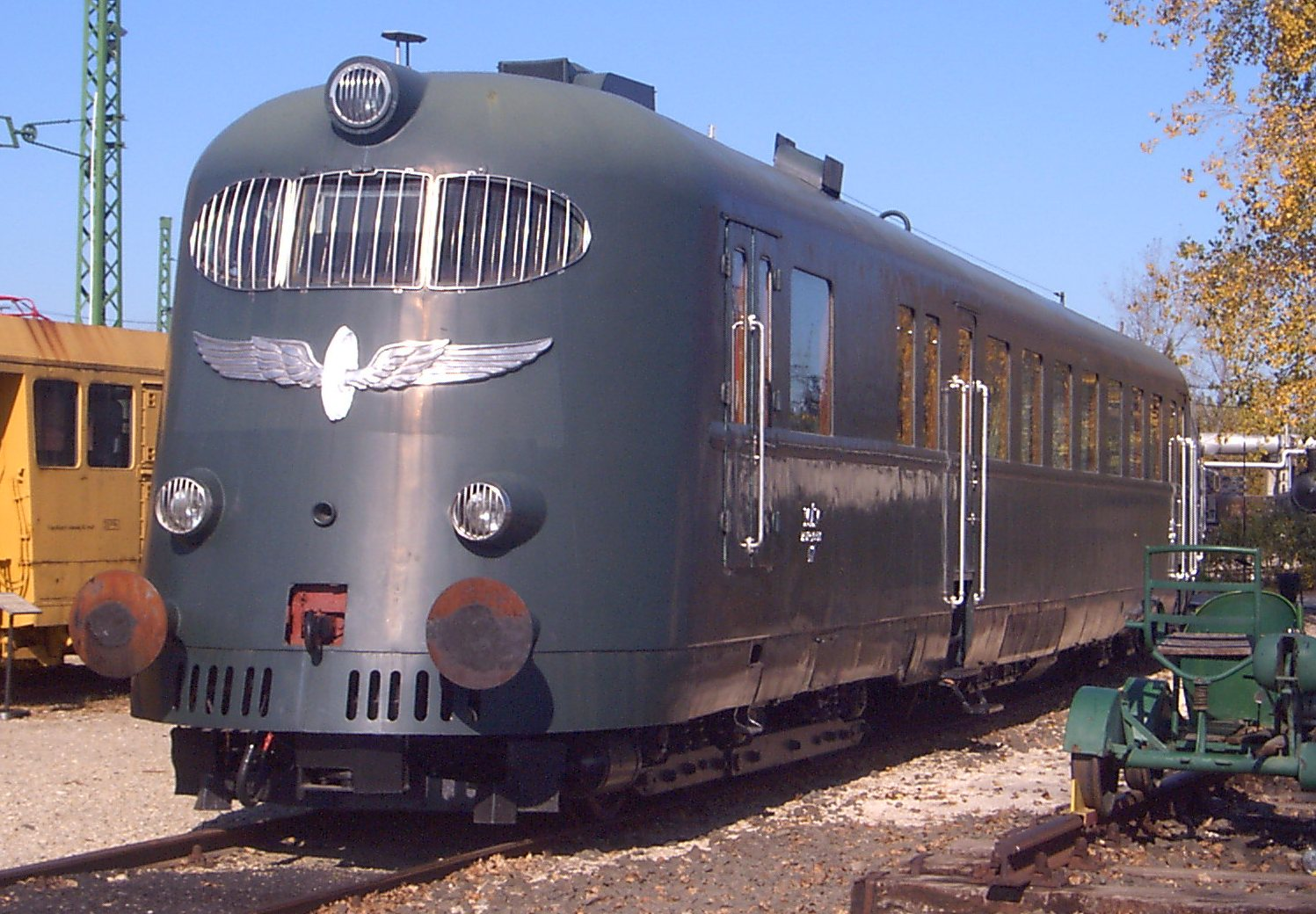
Convoglio automotore Ganz-Jendrassic "Hargita"

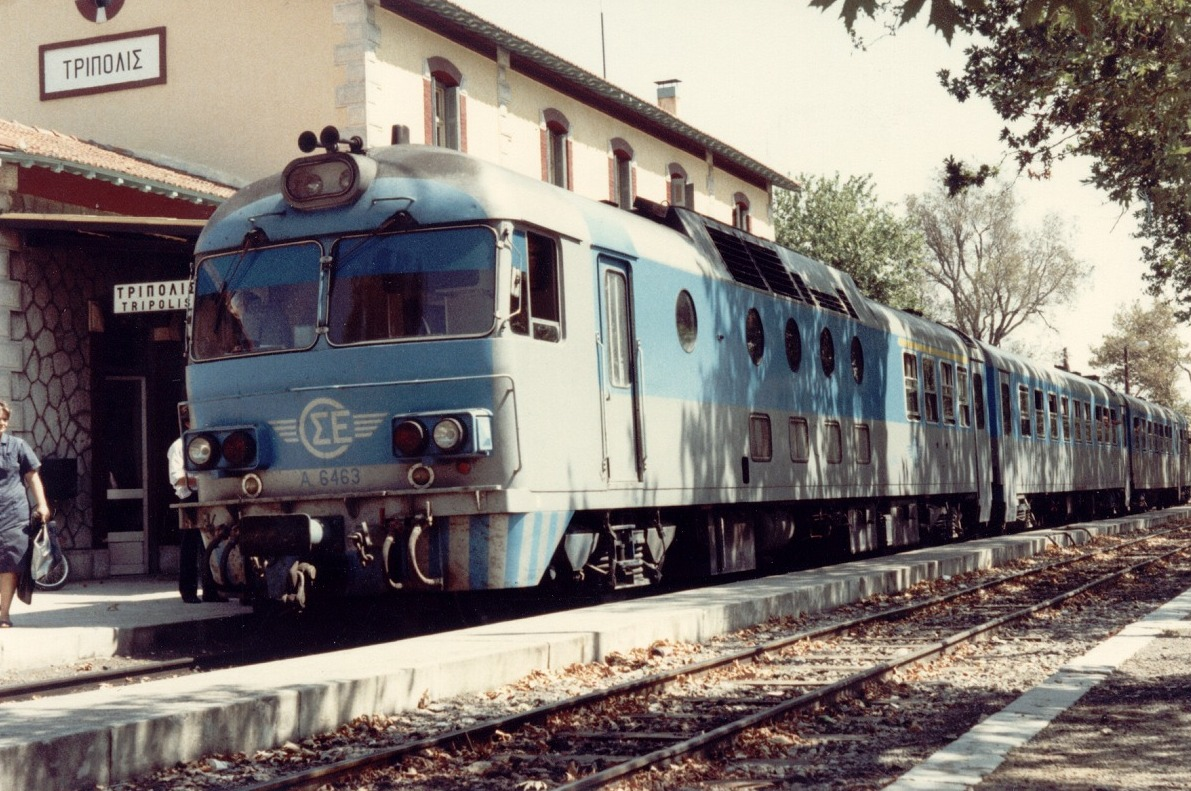
Convoglio diesel-elettrico a composizione bloccata Ganz-MAVAG delle ferrovie elleniche

Negli stessi anni la Ganz lanciò la sua produzione di mezzi di trazione elettrici per tranvie e per ferrovie. In tale settore ebbe una parte preponderante nelle ferrovie italiane fu infatti protagonista del primo esperimento riuscito di trazione elettrica trifase a 3.000 volt e 15,6 Hz commissionato dalla compagnia ferroviaria italiana esercente la Rete Adriatica (RA) che nel 1902 elettrificò la Ferrovia della Valtellina. Questa fu la prima ferrovia al mondo ad essere elettrificata a corrente alternata trifase ad alta tensione. Oltre alla linea e agli impianti la Ganz effettuò anche la fornitura delle locomotive.
Già dal 1870 la Ganz si era distinta nella costruzione di veicoli ferroviari e strutture metalliche per le ferrovie ungheresi. Intenzionata ad espandersi individuò un settore produttivo che avrebbe dovuto, nelle intenzioni, risolvere il problema degli alti costi di esercizio dei treni a vapore sulle linee secondarie con scarso traffico; iniziò quindi dal 1887 la produzione di una tra le prime automotrici a vapore d'Europa.
Nel 1901 ne avviò la produzione in serie e le esportò anche in Austria, Russia, Stati Uniti e Italia. Negli anni successivi intraprese anche la produzione di automotrici con motori a benzina e in seguito anche di rotabili a trazione elettrica tra cui le locomotive elettrica MÁV V40 per le ferrovie dello stato ungherese.
Il settore ferroviario venne specializzato nella produzione di automotrici leggere e nel 1921 fu costituito l'ufficio studi della Ganz sotto la guida di György Jendrassic. Nel 1925 venne presentato il primo prototipo di "autobus su rotaia" e avviata la sua produzione. Le prime forniture riguardarono la GySEV e la DSA (erede della sezione ungherese della "smembrata" Südbahn) ma in seguito e fino al 1929 venne prodotte circa un centinaio di automotrici con rimorchi per la ferrovia di stato ungherese MÁV e per altre ferrovie estere. Dal 1927 ulteriori serie di autobus su rotaia adottarono il nuovo motore Diesel brevettato Ganz-Jendrassic che piano piano sostituì del tutto quello precedente a benzina.
Fra i modelli di automotrici prodotte figurano alcuni esemplari consegnati in Italia, Paese che con l'Ungheria intratteneva stretti rapporti commerciali, alla Santerno Anonima Ferroviaria SAF), che eserciva le linee Massalombarda-Imola-Fontanelice, alla Società Anonima della Ferrovia Massa Marittima-Follonica Porto (FMF) e alla Società Anonima Ferrovia Poggibonsi-Colle Val d'Elsa (FPC).
All'inizio degli anni trenta ebbe inizio la produzione di automotrici a carrelli per servizi veloci quali le "Árpád" delle ferrovie statali ungheresi con motore a 6 cilindri e velocità di 120 km/h di cui in varie versioni ne vennero esportati per le ferrovie di Spagna, Egitto, Argentina e India. Nel 1944 in pieno svolgimento della seconda guerra mondiale venne prodotta un'automotrice pesante con motore a 12 cilindri da 330 kW in grado di trainare rimorchiate per treni rapidi; Costruiti in decine di esemplari vennero forniti alla MÁV, nonché alle ferrovie dei paesi del "Blocco orientale".

### Il mercato automobilistico

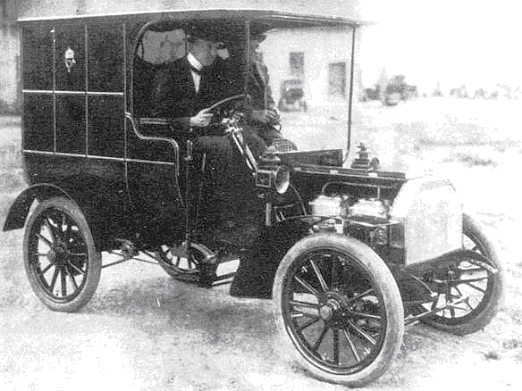
La prima autovettura di János Csonka costruita da Ganz nel 1905

La Ganz fu anche protagonista nel settore automobilistico e del trasporto su strada; costruì la prima automobile ungherese e vari autoveicoli per trasporto di merci. Lo scoppio della prima guerra mondiale la impegnò fortemente nelle produzioni belliche di motori per aviazione, veicoli da trasporto e naviglio d'ogni genere. L'azienda entrò in crisi a causa della sconfitta austroungarica nella prima guerra mondiale; il territorio ungherese ridotto di 2/3, l'accesso al mare perduto e il passaggio della maggior parte delle fonti di materia prima ai nuovi stati concorsero alla necessità di una sua ristrutturazione produttiva.

### L'epoca della nazionalizzazione
L'impegno della Ganz durante il secondo conflitto mondiale abbracciò tutti i settori interessanti le operazioni belliche. Alla fine della guerra, nel 1947 venne nazionalizzata e due anni dopo divisa in sei grandi settori produttivi indipendenti. Nel 1958 la Ganz Wagon (il costruttore ferroviario) venne fusa con la MÁVAG: la produzione Ganz-Mavag abbracciava tutti i settori costruttivi del trasporto pubblico, treni, filobus (con i modelli Ikarus-Ganz 280T, 312T, 412T, 415T e 435T), tram e venne esportata in Sud America, in Egitto e in molti paesi a regime comunista. La rete tranviaria di Budapest fu fornita di rotabili di fabbricazione Ganz-Mavag.

### Verso il XXI secolo

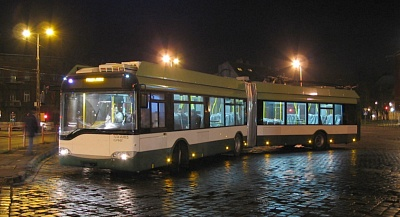
Solaris-Ganz Trollino da 18 metri: filosnodato destinato all'ATAC di Roma, in prova nelle strade di Budapest

Dal 1988 la società fu di nuovo divisa in varie società di settore con la scomparsa definitiva del nome Mavag. Nel 1989 la britannica Telfos Holding acquisì il pacchetto di maggioranza della "Ganz Railway Vehicle Factory"; il nome della società divenne così "Ganz-Hunslet Co. Ltd" con produzione di rotabili leggeri elettrici per ferrovie e metropolitane.

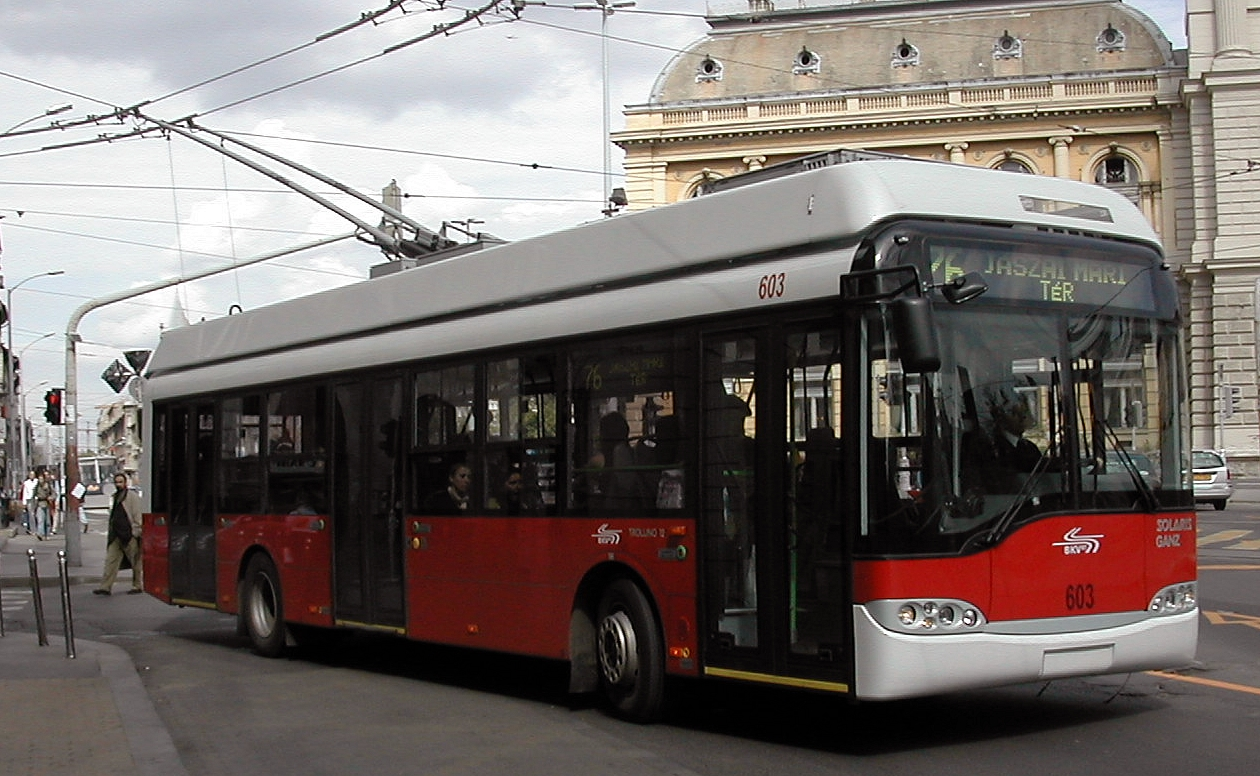
Budapest: filobus Solaris-Ganz Trollino da 12 metri del BKV n. 603 sulla linea 76

Dal 1990 altre cessioni di rami d'azienda e incorporazioni in varie società controllate. Tra 1991 e 1992, l'austriaca Jenbacher Werke ha acquisito il 100% delle azioni incorporando la "Ganz Wagon" nel proprio gruppo, dal 1999 impegnata nella produzione di carrozze. La "Ganz Electric" divenne una controllata Ansaldo, Ganz-Danubius è in attività. Ganz Electric Meter Factory di Gödöllő è parte del gruppo Schlumberger.
La pluriennale collaborazione di Ganz Transelektro con la Ikarus per la realizzazione di filobus costruiti in Ungheria, produsse in sodalizio con l'azienda polacca Solaris Bus & Coach, il filobus Trollino, adottato da varie città europee fra cui figura la fornitura, nel 2005 a Roma, di 30 filobus da 18 metri che hanno determinato il ritorno del filobus nella città dopo 33 anni. Nel 2007 la Ganz Transelektro presentò tuttavia istanza di fallimento e venne acquisita dalla Škoda Holding cambiando nome in Ganz-Skoda.

## Articolazione societaria
Nel 2013 la "Ganz Gépgyár Holding", il cui percorso storico si allaccia alla società fondata nel 1844 da Ábrahám Ganz (e alla MAVAG fondata nel 1867) figurava come una Holding tra le più grandi in Ungheria, i cui prodotti comprendono il trasporto ferroviario, la generazione di energia, la fornitura di acqua e la gestione delle risorse idriche, l'urbanizzazione e la tutela ambientale con una rilevante quota di esportazione.
La Ganz Holding Co. Ltd. comprende numerose attività ed aziende di,
- Produzione:
  - Ganz Motor Limited
  - Ganz Engineering and Energetic Machinery Limited
  - Ganzeg Machinery and Steel Structure Manufacturing Limited
- Trade e engineering:
  - Ganz Hydro Limited
  - Ganz Egypt Ltd.
  - Technip Ganz Machinery India Pvt. Ltd.
- Servizi:
  - Ganz Szolgáltató Co. Ltd.
  - Ganz Ipari Park Limited